# Nils Eliasson (diplomat)
Nils Gunnar Valentin Eliasson, född 21 juli 1943 i Kristinehamn, är en svensk före detta diplomat.

## Biografi[4]
Nils Eliasson, som är son till Valentin Eliasson och Dagmar Andersson, tog studentexamen 1963 i Kristinehamn.  Därefter studerade han vid Uppsala universitet; under studietiden var han andre kurator på Värmlands nation och curator curatorum. År 1970 blev han fil.kand. i Uppsala. Eliasson praktiserade på Svensk-amerikanska handelskammaren i New York 1970–1971 och antogs på Utrikesdepartementet (UD) 1971 med stationeringar 1973–1980 i Tokyo, Rabat och London. Under åren 1981–1989 arbetade han med Konferensen om säkerhet och samarbete i Europa (ESK), bland annat som diplomatisk rådgivare vid Stockholmskonferensen om förtroende- och säkerhetsskapande åtgärder och nedrustning i Europa 1983–1986 och som förhandlare om och senare koordinator för ESK:s mänskliga dimension (den så kallade Korg 3) vid uppföljningsmötet i Wien 1986–1989. Han var minister vid ambassaden i Peking 1989–1991 och valdes sedan av ESK-staterna till chef för ESK:s nyinrättade sekretariat i Prag, då med ambassadörs ställning.
Åren 1994–1997 var Eliasson Stockholmsbaserad ambassadör för mänskliga rättigheter och ordförande-rapportör för arbetsgruppen om barnsoldater vid FN:s kommission för mänskliga rättigheter. Samtidigt var han sekreterare i nationalkommittén för FN:s 50-årsjubileum. Eliasson var 1997–2001 ambassadör i Sarajevo, utredde 2001 frågan om Folke Bernadotteakademin, och blev 2002 chef för utrikesdepartementets enhet för migrations- och asylpolitik samt var slutligen 2005–2010 generalkonsul i Jerusalem. Efter pensioneringen vikarierade han på åtskilliga poster, och var 2018–2019 den siste direktören för Svenska institutet i Alexandria innan verksamheten avvecklades.
Eliasson är innehavare av japanska Heliga skattens orden. Han har också utmärkelsen För nit och redlighet i rikets tjänst.
Eliasson är författare till ett antal småskrifter om ESK och har hållit en serie föredrag om framförallt Israel-Palestinakonflikten och ESK samt om Balkankonflikten och om europeisk säkerhetspolitik.